# Ploszkucény
Ploszkucény (románul: Ploscuțeni) csángó lakosságú település a Szeret partján, Vráncsa megyében (Románia). Polgármestere Solomon István (Partidul Social Democrat).
Az északi csángók lakta Szabófalva folyamatosan bocsátott ki telepeseket az elmúlt évszázadokban, hiszen rendkívül nagy volt a falu népszaporulata. Innen származnak a ploszkucényi csángók is, sz-elő nyelvjárásukat is megőrizték.
Az 1930-as népszámlálási adatok szerint 1350 lakosából 1220-an római katolikus vallásúnak, 1185-en magyar anyanyelvűnek vallották magukat. A falu lakossága 1992-ben 2557 fő volt, melyből Tánczos Vilmos felmérése szerint római katolikus vallású csángó 2199, kiknek fele magyar anyanyelvű, a többi lakos román. A 2002-es hivatalos román népszámlálás már 2284 katolikust mutatott ki, de csak 3 magyar, 1 csángó lakost. Az oktatás kizárólag románul folyik az iskolában.
A falun jó minőségű aszfalt út vezet át. A lakosság hagyományosan földművelésből és halászatból él. Télen a befagyott Szereten lékeket vágva halásznak.

## Külső hivatkozások
- Régi és mai képek a faluból:
- - Moldvai Csángómagyarok Szövetsége Ploszkucényben járt

## Lásd még
- csángók
- moldvai csángók